# Чемпіонат Європи з легкої атлетики в приміщенні 1976
Чемпіонат Європи з легкої атлетики в приміщенні 1976 відбувся 21-22 лютого в Мюнхені в палаці «Олімпіагалле» на арені з довжиною кола 179 м.
Із програми змагань були прибрані естафетні дисципліни (вони будуть повернуті лише у 2000).

## Призери

### Чоловіки
| Дисципліни            | Золото                      | Золото      | Срібло                         | Срібло  | Бронза                     | Бронза  |
| --------------------- | --------------------------- | ----------- | ------------------------------ | ------- | -------------------------- | ------- |
| 60 метрів             | Валерій Борзов СРСР         | 6,58 WIB CR | Васіліс Папагеоргопулос Греція | 6,67    | Петар Петров Болгарія      | 6,68    |
| 400 метрів            | Янко Братанов Болгарія      | 47,79       | Герман Келер ФРН               | 48,19   | Гжегож Мондри Польща       | 48,46   |
| 800 метрів            | Іво ван Дамме Бельгія       | 1.49,2h     | Йозеф Шмід ФРН                 | 1.49,8h | Мілован Савич Югославія    | 1.49,9h |
| 1500 метрів           | Пауль-Гайнц Велльман ФРН    | 3.45,1h     | Томас Вессінгхаге ФРН          | 3.45,1h | Георге Гіпу Румунія        | 3.46,1h |
| 3000 метрів           | Інго Зенсбург ФРН           | 8.01,6h     | Юзеф Зюбрак Польща             | 8.02,0h | Рей Смедлі Велика Британія | 8.02,2h |
| 60 метрів з бар'єрами | Віктор Мясников СРСР        | 7,78        | Бервін Прайс Велика Британія   | 7,80    | Збігнев Янковський Польща  | 7,92    |
| Стрибки у висоту      | Сергій Сенюков СРСР         | 2,22        | Жак Алетті Франція             | 2,19    | Вальтер Боллер ФРН         | 2,19    |
| Стрибки з жердиною    | Юрій Прохоренко СРСР        | 5,45 CR     | Антті Калліомякі Фінляндія     | 5,40    | Ренато Діонізі Італія      | 5,30    |
| Стрибки у довжину     | Жак Руссо Франція           | 7,90        | Валерій Підлужний СРСР         | 7,79    | Йоахім Буссе ФРН           | 7,72    |
| Потрійний стрибок     | Віктор Санєєв СРСР          | 17,10 CR    | Карол Корбу Румунія            | 16,75   | Бернар Ламітьє Франція     | 16,68   |
| Штовхання ядра        | Джефф Кейпс Велика Британія | 20,64       | Герд Лохман НДР                | 20,29   | Олександр Баришников СРСР  | 20,02   |

### Жінки
| Дисципліни            | Золото                    | Золото       | Срібло                          | Срібло  | Бронза                          | Бронза  |
| --------------------- | ------------------------- | ------------ | ------------------------------- | ------- | ------------------------------- | ------- |
| 60 метрів             | Лінда Хаглунд Швеція      | 7,24         | Соня Ланнаман Велика Британія   | 7,25    | Ельвіра Поссекель ФРН           | 7,28    |
| 400 метрів            | Ріта Вільден ФРН          | 52,26 WIB CR | Єліца Павличич Югославія        | 52,47   | Інта Климовича СРСР             | 52,80   |
| 800 метрів            | Ніколіна Штерева Болгарія | 2.02,2h CR   | Ліляна Томова Болгарія          | 2.02,6h | Гізела Кляйн ФРН                | 2.03,2h |
| 1500 метрів           | Брігітте Краус ФРН        | 4.15,2h      | Наталія Мерешеску Румунія       | 4.15,6h | Росіца Пехліванова Болгарія     | 4.15,8h |
| 60 метрів з бар'єрами | Гражина Рабштин Польща    | 7,96 CR      | Наталія Лебедєва СРСР           | 8,08    | Божена Новаковська Польща       | 8,14    |
| Стрибки у висоту      | Розмарі Аккерман НДР      | 1,92 CR      | Ульрике Мейфарт ФРН             | 1,89    | Мілада Карбанова Чехословаччина | 1,89    |
| Стрибки у довжину     | Лідія Алфеєва СРСР        | 6,64         | Ярміла Нигринова Чехословаччина | 6,57    | Галина Гопченко СРСР            | 6,48    |
| Штовхання ядра        | Іванка Христова Болгарія  | 20,45        | Світлана Крачевська СРСР        | 20,06   | Ілона Шокнехт НДР               | 19,36   |

## Медальний залік
| Місце                | Країна               | Золото | Срібло | Бронза | Загалом |
| -------------------- | -------------------- | ------ | ------ | ------ | ------- |
| 1                    | СРСР                 | 6      | 3      | 3      | 12      |
| 2                    | ФРН                  | 4      | 4      | 4      | 12      |
| 3                    | Болгарія             | 3      | 1      | 2      | 6       |
| 4                    | Велика Британія      | 1      | 2      | 1      | 4       |
| 5                    | Польща               | 1      | 1      | 3      | 5       |
| 6                    | НДР                  | 1      | 1      | 1      | 3       |
| 6                    | Франція              | 1      | 1      | 1      | 3       |
| 8                    | Бельгія              | 1      | 0      | 0      | 1       |
| 8                    | Швеція               | 1      | 0      | 0      | 1       |
| 10                   | Румунія              | 0      | 2      | 1      | 3       |
| 11                   | Югославія            | 0      | 1      | 1      | 2       |
| 11                   | Чехословаччина       | 0      | 1      | 1      | 2       |
| 13                   | Греція               | 0      | 1      | 0      | 1       |
| 13                   | Фінляндія            | 0      | 1      | 0      | 1       |
| 15                   | Італія               | 0      | 0      | 1      | 1       |
| Загалом (15 збірних) | Загалом (15 збірних) | 19     | 19     | 19     | 57      |

## Відео
- Відеозвіт на YouTube

## Виступ українців
| Чоловіки (5) | Чоловіки (5)      | Чоловіки (5) | Чоловіки (5) |
| Місце        | Атлет             | Дисципліна   | Результат    |
| ------------ | ----------------- | ------------ | ------------ |
| 1            | Валерій Борзов    | 60 м         | 6,58         |
| 1            | Сергій Сенюков    | висота       | 2,22         |
| 1            | Юрій Прохоренко   | жердина      | 5,45         |
| 2            | Валерій Підлужний | довжина      | 7,79         |
|              | Анатолій Ярош     | ядро         | 19,38        |

| Жінки (2) | Жінки (2)         | Жінки (2)  | Жінки (2) |
| Місце     | Атлетка           | Дисципліна | Результат |
| --------- | ----------------- | ---------- | --------- |
|           | Людмила Аксьонова | 400 м      | 53,60     |
|           | Надія Осколок     | висота     | 1,80      |